# Österreichische Beachvolleyball-Meisterschaft
Österreichische Beachvolleyball-Meisterschaft är det österrikiska mästerskapet i beachvolley. Den avslutar varje år Austrian Beach Volleyball Tour. Tävlingen organiseras varje år sedan 1994 av Österreichische Volleyballverband (ÖVV).

## Vinnare efter upplaga[1]
| År   | Damer                                          | Herrar                                      |
| ---- | ---------------------------------------------- | ------------------------------------------- |
| 1994 | Veronika Haschka / Britta Weinbauer            | Robert Nowotny / Harald Dobeiner            |
| 1995 | Michaela Fitz-Meissinger / Sonja Malik-Loschek | Harald Dobeiner / Stefan Potyka             |
| 1996 | Anni Sagmeister / Susanne Simoner              | Nik Berger / Hannes Kronthaler              |
| 1997 | Anni Sagmeister / Susanne Simoner              | Paul Schroffenegger / Thomas Schroffenegger |
| 1998 | Sabina Basagic / Sabine Swoboda                | Paul Schroffenegger / Thomas Schroffenegger |
| 1999 | Sara Montagnolli-Ebenbichler / Sabina Basagic  | Paul Schroffenegger / Thomas Schroffenegger |
| 2000 | Sara Montagnolli-Ebenbichler / Maria Holzmann  | Nik Berger / Oliver Stamm                   |
| 2001 | Christine Mellitzer / Sabine Swoboda           | Clemens Doppler / Dietmar Maderböck         |
| 2002 | Christine Mellitzer / Sabine Swoboda           | Nik Berger / Clemens Doppler                |
| 2003 | Christine Mellitzer / Irina Brandstetter       | Nik Berger / Clemens Doppler                |
| 2004 | Christina Gschweidl / Barbara Hansel           | Robert Nowotny / Peter Gartmayer            |
| 2005 | Sara Montagnolli-Ebenbichler / Sabine Swoboda  | Florian Gosch / Bernhard Strauß             |
| 2006 | Sara Montagnolli-Ebenbichler / Sabine Swoboda  | Nik Berger / Robert Nowotny                 |
| 2007 | Inställd                                       | Inställd                                    |
| 2008 | Cornelia Rimser / Magdalena Jirak              | Martin Streitfellner / Manuel Traxler       |
| 2009 | Sara Montagnolli / Barbara Hansel              | Clemens Doppler / Matthias Mellitzer        |
| 2010 | Sara Montagnolli / Barbara Hansel              | Nik Berger / Clemens Doppler                |
| 2011 | Sara Montagnolli / Barbara Hansel              | Alexander Huber / Robin Seidl               |
| 2012 | Doris Schwaiger / Stefanie Schwaiger           | Clemens Doppler / Alexander Horst           |
| 2013 | Barbara Hansel / Katharina Schützenhöfer       | Alexander Huber / Robin Seidl               |
| 2014 | Barbara Hansel / Bianca Zass                   | Clemens Doppler / Alexander Horst           |
| 2015 | Valerie Teufl / Bianca Zass                    | Simon Frühbauer / Jörg Wutzl                |
| 2016 | Barbara Hansel / Stefanie Schwaiger            | Peter Eglseer / Florian Schnetzer           |
| 2017 | Stefanie Schwaiger / Teresa Strauss            | Julian Hörl / Alexander Huber               |
| 2018 | Katharina Almer / Daniela Fankhauser           | Clemens Doppler / Alexander Horst           |
| 2019 | Katharina Schützenhöfer / Lena Plesiutschnig   | Robin Seidl / Philipp Waller                |
| 2020 | Nadine Strauss / Teresa Strauss                | Clemens Doppler / Alexander Horst           |
| 2021 | Katharina Schützenhöfer / Lena Plesiutschnig   | Robin Seidl / Philipp Waller                |
| 2022 | Katharina Schützenhöfer / Lena Plesiutschnig   | Mathias Seiser / Moritz Kindl               |
| 2023 | Dorina Klinger / Ronja Klinger                 | Robin Seidl / Moritz Pristauz               |